# 513 Batalion Obsługi Lotnisk
513 Batalion Obsługi Lotnisk (513 bol) – pododdział wojsk lotniczych ludowego Wojska Polskiego.
Batalion wchodził w skład 7 Rejonu Baz Lotniczych. Etat 015/343 przewidywał 44 oficerów, 76 podoficerów i 188 szeregowych. Na dzień 1 maja 1945 roku w jednostce było 35 oficerów, 72 podoficerów i 158 szeregowych. 
Do końca lipca 1945 roku przy  batalionie sformowano 3 Samodzielną Kompanię Techniczno-Lotniskową.
Jesienią 1945 roku 513 batalion obsługi lotnisk przemianowano na 7 batalion obsługi lotnisk.
W grudniu 1946 roku batalion rozwiązano. 

## Struktura organizacyjna
- dowództwo i sztabu
- sekcja zaopatrzenia technicznego
- sekcja intendentury
- sekcja uzbrojenia i amunicji
- sekcja finansowa
- kompania łączności
- kompania samochodowa
- kompania ochrony lotniska
- sekcja meteorologiczna
- służba sanitarna
- sekcja żywnościowa
- sekcja materiałów